# Susanne Bormann
Susanne Bormann (Kleinmachnow, 2 de agosto de 1979)  es una actriz alemana. Inició su carrera a finales de la década de 1980 apareciendo en la película de Michael Gwisdek Treffen in Travers. En las décadas de 1990 y 2000 registró una gran cantidad de apariciones en producciones de cine y televisión de su país, ganando un Premio Adolf Grimme en 1996 y consiguiendo una nominación en 1999 a los Premios del Cine Alemán. Más recientemente figuró en producciones para televisión como Colonia Brigada Criminal y Tatort.

## Filmografía

### Cine y televisión
- 1989: Treffen in Travers
- 1991: Zwischen Pankow und Zehlendorf
- 1995: Abgefahren
- 1995: Inseln unter dem Wind
- 1995: Praxis Bülowbogen
- 1995: Kanzlei Bürger
- 1996: Verdammt, er liebt mich
- 1996: Max Wolkenstein
- 1997: Freunde fürs Leben
- 1997: Rosamunde Pilcher: Irrwege des Herzens
- 1997: Raus aus der Haut
- 1997: Betrogen – Eine Ehe am Ende
- 1997: Die Kids von Berlin
- 1997: Falsche Liebe
- 1999: Nachtgestalten
- 1999: Schlaraffenland
- 2000: Freunde – Keinen Bock auf Bullen
- 2000: Mordkommission
- 2000: Schimanski muss leiden
- 2000: Die Männer vom K3
- 2001: Lenya – Die größte Kriegerin aller Zeiten
- 2003: Liegen lernen
- 2003: John Lee and me
- 2005: Nachtschicht – Tod im Supermarkt
- 2005: Polly Blue Eyes
- 2006: Dresde
- 2006: Einsatz in Hamburg
- 2006: Sieh zu, dass du Land gewinnst
- 2007: Gegenüber
- 2007: Mörderischer Frieden
- 2007: Nichts geht mehr
- 2008: Fleisch ist mein Gemüse
- 2008: Der Baader Meinhof Komplex
- 2008: Der Kriminalist
- 2009: Bella Block: Das Schweigen der Kommissarin
- 2009: Die Freundin der Tochter
- 2009: Die Gänsemagd
- 2010: Auftrag in Afrika
- 2010: Tatort: Schön ist anders
- 2010–2020: Der Alte
- 2011: SOKO Stuttgart
- 2011: Ein Fall von Liebe – Saubermänner
- 2011: Stankowskis Millionen
- 2011: Ein starkes Team: Gnadenlos
- 2011: Rubbeldiekatz
- 2012: Barbara
- 2012: Russendisko
- 2012: Die Jagd nach dem weißen Gold
- 2012–2016: Letzte Spur Berlin
- 2013-2018: Die Chefin
- 2014: Quatsch und die Nasenbärbande
- 2015: Schuld nach Ferdinand von Schirach
- 2016: Die Reise mit Vater
- 2017: Amelie rennt
- 2017: Leichtmatrosen – Drei Mann in einem Boot
- 2017: Tatort: Der Fall Holdt
- 2017: Nicht mit uns! Der Silikon-Skandal
- 2017: Colonia Brigada Criminal
- 2018: Echte Bauern singen besser